# Карлос Мануель де Сеспедес-і-Кесада
Карлос Мануель де Сеспедес-і-Кесада (ісп. Carlos Manuel de Céspedes y Quesada; 12 серпня 1871 — 28 березня 1939) — кубинський політик, тимчасовий президент Куби від серпня до вересня 1933 року.

## Біографія
Початкову освіту здобував у Нью-Йорку та Німеччині. Потім вивчав міжнародне право у Парижі. Приїхавши на Кубу, від 1895 до 1898 року брав участь у війні за незалежність. Обіймав посаду губернатора провінції Сантьяго-де-Куба.
Від 1902 до 1908 року обіймав посаду заступника голови Палати представників. 1909 року перейшов на дипломатичну роботу, був представником Куби в Італії й Аргентині, а також спеціальним посланцем у Греції. 1914 року був призначений на посаду посла Куби у Сполучених Штатах Америки. Повернувся на Кубу 1922 року й отримав посаду міністра закордонних справ в адміністрації президента Херардо Мачадо, втім уже за рік вийшов у відставку та став послом у Мексиці.
Брав активну участь у поваленні режиму Мачадо. 1933 року серед кубинських військовиків спалахнуло повстання на чолі з Ерасмо Дельгадо. 11 серпня повстанці захопили фортецю Реаль-Фуерса. Генерал Еррера прибув туди, щоб домовитись із заколотниками, та зустрівся з Дельгадо. Після тривалих дебатів було прийнято рішення кваліфікувати виступи військовиків не як повстання, а як акцію, санкціоновану наказом самого Еррери.
Наступного дня Мачадо був усунутий від посади президента. Утворився політичний вакуум, через що Самнер Веллес, тогочасний посол Сполучених Штатів на Кубі, запропонував тимчасово призначити головою держави Альберто Ерреру. Втім така пропозиція не знайшла підтримки серед військовиків. Тому, задля легітимізації передачі влади, Веллес запропонував компромісний варіант: Еррера залишається єдиним членом адміністрації Мачадо, хто не йде у відставку й автоматично стає головою держави, з єдиною метою — призначити на посаду вже у своїй адміністрації Карлоса Мануеля Сеспедеса-і-Кесаду. Після відставки Еррери саме Сеспедес мав залишитись єдиним членом кабінету та, відповідно, стати президентом Куби. Попри всі намагання американського посла зберегти видимість конституційності під час передачі влади, дотепер дослідники не мають упевненості в тому, чи відповідало призначення Сеспедеса до адміністрації Еррери вимогам конституції Куби.
25 серпня 1933 року Сеспедес видав указ, який фактично скасував дію конституції 1928 та повернув конституцію 1901 року. Також відповідно до того указу було розпущено Конгрес і Верховний суд та призначено чергові вибори на 24 лютого 1934 року, щоб новий президентський термін розпочався 20 травня. Той указ мав на меті забезпечити політичну стабільність і продемонструвати суспільству добрі наміри адміністрації Сеспедеса.
Попри такі кроки, уряд Сеспедеса працював лише до 5 вересня. Напередодні спалахнуло повстання, в результаті якого Карлос Мануель де Сеспедес був змушений піти у відставку разом з усією своєю адміністрацією. Владу в країні взяла в свої руки так звана Пентархія — виконавча комісія тимчасового уряду у складі п'яти осіб, які представляли різні політичні сили: Рамона Грау Сан-Мартіна, Гільєрмо Портели-і-Меллера, Хосе Мігеля Іріссарі-і-Гаміо, Серхіо Карбо-і-Морери та Порфіріо Франки-і-Альвареса де ла Кампи.
Після того Сеспедес повернувся до дипломатичної діяльності та став послом Куби в Іспанії. Повернувся на Кубу 1935 року, після чого написав кілька книг.